# Arthur Moeller van den Bruck
Arthur Wilhelm Ernst Victor Moeller van den Bruck (23. dubna 1876 Solingen – 30. května 1925 Berlín) byl německý kulturní historik, filozof a klíčová postava intelektuálně-kulturního hnutí zvaného obvykle konzervativní revoluce. Nejvíce se proslavil svou knihou Das Dritte Reich (Třetí říše) z roku 1923, která propagovala německý nacionalismus. Silně ovlivnila vývoj nacistického hnutí a nacisté si název „Třetí říše“ vypůjčili do své mytologie a propagandy, přestože Bruck nacistického vůdce Hitlera nesnášel a otevřeně kritizoval. Setkali se v roce 1922, načež Bruck Hitlera odmítl pro jeho „proletářskou primitivnost“.
Moeller opustil Německo po přelomu století (aby se vyhnul vojenské službě) a žil ve Francii, Itálii a Skandinávii. V zahraničí napsal osmisvazkové dějiny německého národa Die Deutschen, unsere Menschengeschichte (1904–1910). Do Německa se vrátil na začátku první světové války. Narukoval a nastoupil do tiskového odboru ministerstva zahraničí. Posléze pracoval v zahraničně-politické sekci německého vrchního armádního velení. Během války se přiklonil k radikálnímu nacionalismu. Propadl též nenávisti vůči západní civilizaci (zosobněné osvícenstvím, liberalismem a socialismem) a průmyslové civilizaci, která podle něj byla vulgární a ničila skutečnou kulturu. Roku 1918 vydal knihu Das Recht der jungen Völker, kde zformuloval tezi, že Německo se musí stát „třetí civilizací“, která se postaví jak kapitalistickým Spojeným státům, tak komunistickému Rusku.
Patrně trpěl psychickou poruchou. Roku 1925 se psychicky zhroutil a poté spáchal sebevraždu, „v zoufalství nad německými dějinami“.